# ایگور اویونو
ایگور اویونو (انگلیسی: Igor Oyono؛ زادهٔ ۷ فوریهٔ ۲۰۰۸) بازیکن فوتبال اهل اسپانیا است که در حال حاضر برای باشگاه فوتبال اتلتیک بیلبائو بی بازی می‌کند. 
از باشگاه‌هایی که در آن بازی کرده است می‌توان به باشگاه فوتبال اتلتیک بیلبائو بی، باشگاه فوتبال باراکالدو، باشگاه فوتبال ویارئال، و باشگاه فوتبال اتلتیک بیلبائو اشاره کرد.
وی همچنین در تیم‌های ملی فوتبال زیر ۱۵ سال اسپانیا، زیر ۱۷ سال اسپانیا و زیر ۱۸ سال اسپانیا بازی کرده است.